# Sameodesma xanthocraspia
Sameodesma xanthocraspia là một loài bướm đêm trong họ Crambidae.